# 利明顿 (犹他州)
利明顿（英文：Leamington），是美国犹他州米勒德县下属的一座城市。建市于 1871年，面积大约为1.55平方英里（4平方公里），海拔约为4,731英尺（1,442米）。根据2010年美国人口普查，该市有人口226人。